# Kunststoffoptik
Unter Kunststoffoptik versteht man in der Optik den Einsatz von Linsen und anderen optischen Bauteilen aus durchsichtigen Kunststoffen. Vorteile der Kunststoffoptik sind das geringere Gewicht und die Unzerbrechlichkeit, als Nachteil ist die meist geringere Abbildungsqualität, die leichtere Gefahr des Verkratzens sowie eine gewisse Schrumpfung bei längerer Sonneneinwirkung anzusehen.
Wurden Kunststoffoptiken früher eher in einfachen Anwendungen verwendet, wie z. B. Brillen, Kontaktlinsen oder Optiken für Kameras unterer Preisklasse, sind sie heute aus diversen Wachstumsmärkten nicht mehr wegzudenken. Sie werden in hochkomplexe Applikationen integriert; die Einsatzmöglichkeiten sind enorm. Die aus transparenten Polymeren oder verspiegelten Kunststoffen hergestellten Optiken bieten viele Vorteile: große Designfreiheit, flexible Formbarkeit, hohe Bruchfestigkeit, geringe Teilegewichte, niedrige Materialkosten und eine wirtschaftliche Serienfertigung. Dank 2K-Spritzguss können unterschiedliche Eigenschaften kombiniert werden, was mit einem einzigen Werkstoff nicht möglich wäre.
Im Vergleich zu herkömmlicher Optik, lohnt ein Produkt aus Kunststoffoptik erst ab größeren Stückzahlen. So wird der Preis erst ab einer Stückzahl von mehreren Tausend kostengünstiger als bei herkömmlicher Optik. Dies und die in der Regel geringere Abbildungsqualität im Vergleich zu Glasoptiken sorgen dafür, dass Kunststoffoptik nicht in hochauflösenden Geräten wie Teleskopen, teuren Kameras oder ähnlichen Anwendungsbereichen eingesetzt werden. Die Materialauswahl ist entscheidend für die Effizienz jeder Kunststoffoptik und daher von grundlegender Bedeutung. Je nach Anwendungszweck entscheidet sich die Wahl anhand der Eigenschaften optischer Kunststoffmaterialien. Häufig eingesetzte Materialfamilien sind u. a. PMMA (Polymethylacrylat), PC (Polycarbonat), PA (Polyamid), COP (Cycloolefin Polymer), COC (Cycloolefin Copolymer) und PSU (Polysulfon) und viele andere mehr. Innerhalb jeder Materialfamilie gibt es eine Vielzahl unterschiedlicher Hersteller und speziell auf die genauen Anwendungsbedürfnisse angepasster Typen.
Die Fertigung von optischen Komponenten und Systemen aus Kunststoff bietet eine Reihe von Vorteilen:
- kosten-effiziente Serienfertigung
- konstante Replikation höchster optischer Qualität
- Design-Freiheit (komplexe Formen und Geometrien sind möglich)
- Integration von Montagefunktionen und -Vorrichtungen in ein Bauteil
- geringes Teile-Gewicht
- Veredelung durch optische Beschichtung
- höhere Bruchfestigkeit